# Indianapolis Tennis Championships 1995
L'Indianapolis Tennis Championships 1995 è stato un torneo di tennis giocato sul cemento. È stata l'8ª edizione del torneo conosciuto quest'anno come RCA Championships, che fa parte della categoria Championship Series nell'ambito dell'ATP Tour 1995. Si è giocato al Tennis Center di Indianapolis negli Stati Uniti, dal 14 al 20 luglio 1995.

## Campioni

### Singolare
Thomas Enqvist ha battuto in finale  Bernd Karbacher con il punteggio di 6–4, 6–3

### Doppio
Mark Knowles /  Daniel Nestor hanno battuto in finale  Scott Davis /  Todd Martin con il punteggio di 6–4, 6–4